# Breviraja colesi
Breviraja colesi (лат.) — вид хрящевых рыб семейства ромбовых скатов отряда скатообразных. Обитают в центрально-западной части Атлантического океана. Встречаются на глубине до 522 м. Их крупные, уплощённые грудные плавники образуют диск в виде ромба со округлым рылом. Максимальная зарегистрированная длина 40 см. Откладывают яйца. Не являются объектом целевого промысла.

## Таксономия
Впервые вид был научно описан в 1985 году. Голотип представляет собой самку длиной 33,3 см и диском шириной 16 см, пойманную у берегов Кубы (23°12′ с. ш. 81°23′ з. д.) на глубине 521 м.

## Ареал
Эти батидемерсальные скаты обитают у берегов США (Флорида), Кубы и Багамских островов. Встречаются на глубине от 366 до 522 м.

## Описание
Широкие и плоские грудные плавники этих скатов образуют ромбический диск с округлым рылом и закруглёнными краями. На вентральной стороне диска расположены 5 жаберных щелей, ноздри и рот. На длинном хвосте имеются латеральные складки. У этих скатов 2 редуцированных спинных плавника и редуцированный хвостовой плавник. Дорсальная поверхность диска бледно-коричневого цвета, покрыта тёмно-коричневыми пятнами и белыми глазчатыми отметинами с тёмной окантовкой. Вентральная поверхность белая или желтоватая. Хвост покрыт колючками. На второй половине диска вдоль позвоночника пролегает прерывистый ряд шипов. Максимальная зарегистрированная длина 40 см.

## Биология
Подобно прочим ромбовым эти скаты откладывают яйца, заключённые в жёсткую роговую капсулу с выступами на концах. Эмбрионы питаются исключительно желтком.

## Взаимодействие с человеком
Эти скаты не являются объектом целевого промысла. Данных для оценики Международным союзом охраны природы охранного статуса вида недостаточно.